# Cerkev svetega odrešenika, Gjumri
Cerkev Svetega odrešenika (armensko Սուրբ Ամենափրկիչ Եկեղեցի), je cerkev iz 19.stoletja v mestu Gjumri / Aleksandropol v Armeniji. Zavzema južno stran trga Vartananc v središču Gjumrija. Zgrajena je bila med letoma 1858 in 1872, posvečena pa je bila leta 1873.

## Zgodovina
V 1850-ih so v središču Aleksandropola  (Gjumrija) zgradili armensko katoliško cerkev in grško pravoslavno cerkev. Vernikom Armenske apostolske cerkve (ki so predstavljali večino mestnega prebivalstva) to ni bilo čisto po godu. Sklenili so med obema cerkvama zgraditi novo cerkev, ki bi bila videti večja in mogočnejša. Gradnja cerkve se je začela leta 1858 pod vodstvom arhitekta Tadeosa Andikjana, ki je bil znan kot mojster vseh mojstrov in oustabaši. Dokončana je bila leta 1872 in posvečena leta 1873. Gradnjo so omogočile donacije prebivalcev Aleksandropola in družine Drampjan.
Zasnova cerkve je izhajala iz arhitekture stolnice v Ani. Cerkev Svetega odrešenika pa je veliko večja od slednje.
Cerkev je potres leta 1926 preživela. Na začetku 1930-ih jo je sovjetska vlada zasegla, zvonik pa je bil leta 1932 uničen. Kasneje leta 1964, so zvonik obnovili. Vendar pa so za časa sovjetske vladavine cerkev uporabljali kot muzej, pozneje pa kot dvorano za koncerte klasične glasbe.
Uničujoči potres leta 1988 je cerkev Svetega Odrešenika močno poškodoval. Šele leta 1995 so od nekdanjega guvernerja Širaka Ararata Gomcjana dobili dovoljenje za obnovo cerkve skupaj z Lorisom Čgnavorjanom, arhitektom, ki je cerkev obnovil. Pri obnovi cerkve so mojstri v največji možni meri uporabljali originalne kamne. Gradbena dela so večkrat dobila nov zagon, a so se zaradi pomanjkanja finančnih sredstev vedno znova ustavila. V celoti so jo začeli obnavljati leta 2002 pod pokroviteljstvom župana Vardana Gukasjana. Leta 2014 je bil videz cerkve obnovljen. 21. junija 2014 je Karekin II. posvetil križe cerkve in jih postavil na kupolo in zvonik.